# Michelle McLean
Michelle McLean (ur. 30 lipca 1972 w Windhuk) – namibijska modelka, Miss Universe z 1992.
W 1991 roku została Miss Namibii i w tymże roku została wydelegowana na Miss World, gdzie zajęła 5 miejsce. Rok później pojechała na Miss Universe, gdzie wygrała, pokonując Kolumbijkę Paolę Turbay Gómez i Hinduskę Madhushri Sapre. Była pierwszą namibijską miss, która odniosła tak duży sukces na arenie międzynarodowej.
Michelle jest żoną byłego bramkarza Manchesteru United Gary’ego Baileya.